# Diego Rodríguez (fill del Cid)
Diego Rodríguez, o possiblement Diego Ruiz, (c. 1075 - 15 d'agost de 1097) fou un noble i militar castellà, fill de Rodrigo Díaz de Vivar, anomenat «El Campeador» en vida, i «El Cid» després de la mort.
Nascut l'any 1075 aproximadament, el seu pare se l'hauria emportat durant el desterrament, ja que no consta que es quedés amb la seva mare i germanes a Castella. Segons aquesta hipòtesi, lluità amb el seu pare a les accions que van culminar amb la conquesta de València.
Va morir el 15 d'agost de 1097 a la batalla de Consuegra lluitant contra els almoràvits. Gonzalo Martínez Diez es fonamenta en els testimonis de la Primera Crónica General d'Alfons X de Castella (o Estoria de España) i del Liber regum (en realitat del Linaje de Rodrigo Díaz, inclòs a la versió extensa del Liber regum), al seu parer «molt ben informats»:
| «                                                         | Este Mio Cid, el Campiador, ovo por mugier a doña Eximena, nieta del rey don Alfonso, filla del comde don Diago de Asturias, et ovo della un fillo et dos fillas, et el fillo ovo nombre Diago Royz, et matáronlo en Consuegra los moros; de las fillas, la una ovo nombre de doña Christina, la otra doña María. | » |
| — Liber regum, (1194-1209). Apud Martínez Diez, loc. cit. | |   |

Des de 1997, es commemora anualment a Consuegra la seva mort amb una cerimònia funerària.